# Socket M
Socket M (також відомий, як Micro-FCPGA) — рознім для мікропроцесорів, представлений компанією Intel у 2006 році для власної лінійки мобільних процесорів Intel Core. Використовується для усіх процесорів на базі Intel Core, та Dual-Core Xeon з кодовим іменем Sossaman. Також використовувався у першому поколінні мобільної версії процесора Core 2 Duo, а саме, T5x00 та T7x00. У наш час є застарілим, і у 2007 році був замінений на Socket P (Santa Rosa).
Не зважаючи на однакові кількість контактів, не є сумісним з рознімами Socket 479, Socket 478 та Socket P.